# Seleção da Macedônia do Norte de Futebol Feminino
A Seleção da Macedônia do Norte de Futebol Feminino representa a Macedônia do Norte no futebol feminino internacional.